# Dole (Jura)
Dole je město ve Francii v regionu Burgundsko-Franche-Comté v departementu Jura. Je správním centrem kantonů Dole-Nord-Est a Dole-Sud-Ouest. Nachází se v oblasti Franche-Comté, 40 km jihovýchodně od Dijonu. 

## Obyvatelstvo
Město obývá přibližně 24 tisíc obyvatel. V historickém jádru se nachází mnoho památek. Je rodištěm významného francouzského vědce Louise Pasteura. Jehož rodný dům stojí na břehu řeky Doubs a dnes je v něm muzeum. 

## Historie
Od 11. do 17. století bylo hlavním městem burgundského hrabství (pozdější provincie Franche-Comté), pak bylo přeneseno do Besançonu.

## Osobnosti
- Louis Pasteur (1822–1895), biolog a chemik